# Bundestagswahlkreis Oldenburg – Eutin/Süd
Der Wahlkreis Oldenburg – Eutin/Süd war ein Bundestagswahlkreis in Schleswig-Holstein und umfasste das Gebiet des Kreises Oldenburg in Holstein und der zum Kreis Eutin gehörigen Gemeinden Ahrensbök, Bad Schwartau, Gleschendorf, Haffkrug-Scharbeutz, Ratekau, Stockelsdorf und Timmendorfer Strand.

## Geschichte
Der Wahlkreis Oldenburg – Eutin/Süd hatte die Wahlkreisnummer 8. Das Gebiet des Wahlkreises bestand für die Bundestagswahlen 1949 bis 1961 unverändert. Vor der Bundestagswahl 1965 wurde der Wahlkreis aufgelöst. Das Gebiet des Kreises Oldenburg ging an den neu gebildeten Wahlkreis Plön und der südliche Teil des Kreises Eutin an den Wahlkreis Segeberg – Eutin.

## Abgeordnete
Direkt gewählte Abgeordnete des Wahlkreises Oldenburg – Eutin/Süd waren
| Jahr | Name                 | Partei | Anteil der Erststimmen |
| ---- | -------------------- | ------ | ---------------------- |
| 1961 | Friedrich-Karl Storm | CDU    | 43,4 %                 |
| 1957 | Friedrich-Karl Storm | CDU    | 48,3 %                 |
| 1953 | Karl Diedrichsen     | CDU    | 47,0 %                 |
| 1949 | Paul Stech           | SPD    | 39,4 %                 |